# 聖德蘭天主堂 (渥太華)
聖德蘭天主堂（英語：St. Theresa's Catholic Church）是加拿大安大略省渥太華卡提耶街的一座天主教堂，位於渥太華市中心東部伊利近街與麗都運河之間的森麻實街。

## 歷史
該堂區設於1929年，由覆蓋中心城的聖博德堂區分出。羅曼復興式教堂建築於1933年建成。